# Liste des Elfes de la Terre du Milieu
Cette liste des Elfes de la Terre du Milieu recense les Elfes apparaissant dans l'œuvre de l'écrivain britannique J. R. R. Tolkien.
Cette liste compile les informations issues des différents écrits et de leurs différentes versions (Le Livre des contes perdus, Le Silmarillion, Le Hobbit, Le Seigneur des anneaux, Histoire de la Terre du Milieu, Les Enfants de Húrin). Au cours de cette création littéraire, certains personnages ont changé de nom, de généalogie (Inglor Finrod Felagund par exemple) voire de race (Beren), ont été fusionnés ou séparés (Glorfindel, Galdor) par Tolkien. Des contradictions laissées en chantier par l'auteur, ou issues de textes abandonnés ou inédits, sont donc possibles, car faisant partie de cette création. Les noms donnés sont les plus courants dans l'œuvre (ex. Fingon et non Finkano, Fëanor et non Fëanaro).
Les personnages inventés pour les adaptations de ces œuvres se trouvent dans l'article sur ces adaptations. En particulier en ce qui concerne les films réalisés par Peter Jackson il y a la liste des personnages inventés pour les films du Seigneur des anneaux, et celle inventée pour les films du Hobbit.

## A
- Haut – A
- B
- C
- D
- E
- F
- G
- H
- I
- J
- K
- L
- M
- N
- O
- P
- Q
- R
- S
- T
- U
- V
- W
- X
- Y
- Z

- Aegnor († 455 P. Â.) est le quatrième fils de Finarfin. En Beleriand, il règne sur les versants nord de Dorthonion avec son frère Angrod jusqu'à sa mort, durant la Dagor Bragollach. Son nom signifie « Feu cruel ».
- Aerandir, un des trois marins compagnons d'Eärendil. Tolkien n'ayant pas précisé sa race, il s'agit peut-être d'un Homme.
- Ainaros (ou Oivárin) est un personnage des Contes perdus ; c'est un Ñoldo d’Alqualondë.
- Amarië est une Vanya, aimée de Finrod Felagund, qui ne le suit pas durant l'exil de Valinor. C'est pourquoi, en Beleriand, Finrod reste célibataire et n'a pas d'enfants.
- Amdír est roi de la Lórien au Second Âge. Il est tué lors de la bataille de Dagorlad, et son fils Amroth devient roi après lui. Il n'apparaît que dans un bref texte relatant la légende d'Amroth et Nimrodel[1]. Dans un autre texte, le père d'Amroth est appelé Malgalad, mais Christopher Tolkien avoue être incapable de déterminer lequel des deux noms devait remplacer l'autre dans l'esprit de son père[2].
- Amras est le septième et dernier fils de Fëanor.
- Amrod est le sixième fils de Fëanor.
- Amroth est un Sinda, fils d'Amdír et roi de la Lothlórien.
- Anairë est une Ñoldo d'Aman, épouse de Fingolfin. Ils ont quatre enfants : Fingon, Turgon, Argon et Aredhel. Lorsque son époux et ses enfants joignent la révolte des Ñoldor et se mettent en route vers la Terre du Milieu, Anairë décide de rester à Tirion, en raison de sa grande amitié pour Eärwen.
- Angrod († 455 P. Â.) est le troisième fils de Finarfin. En Beleriand, il règne sur les versants nord de Dorthonion avec son frère Aegnor jusqu'à sa mort, durant la Dagor Bragollach.
- Annael est un Elfe Sinda de Mithrim, le père adoptif de Tuor. Il apparaît dans les Contes et légendes inachevés.
- Aranel : voir Dior Eluchíl.
- Aranwë, père de Voronwë.
- Aredhel (Ar-Feinel), fille de Fingolfin et d'Anairë, mère de Maeglin.
- Argon (en quenya Arakáno) est le troisième fils de Fingolfin. Il est tué peu après le retour des Ñoldor en Terre du Milieu, lors de la première bataille entre les Eldar de Fingolfin et les Orques, en Lammoth. Tolkien conçut ce personnage dans des arbres généalogiques : il était tout d'abord censé être mort durant la bataille d'Alqualondë, puis durant la traversée de l'Helcaraxë. Il n'apparaît pas dans Le Silmarillion[3].
- Arminas Elfe du peuple d'Angrod qui guide Tuor à Gondolin dans les Contes perdus, puis qui va à Nargothrond avertir Orodreth du péril qui le menace.
- Arwen Undómiel, semi-elfe fille d'Elrond et de Celebrían, épouse d'Aragorn.
- Auredhir est un personnage des Contes perdus, où il est le fils de Dior Eluchíl et Nimloth.
- Ausir est un personnage des Contes perdus ; c'est un enfant présent à Mar Vanwa Tyaliéva (la Chaumière du Jeu Perdu).

## B
- Haut – A
- B
- C
- D
- E
- F
- G
- H
- I
- J
- K
- L
- M
- N
- O
- P
- Q
- R
- S
- T
- U
- V
- W
- X
- Y
- Z

- Beleg Cúthalion est un Elfe du royaume de Doriath. Il se prit d'amitié avec Túrin Turambar.
- Beren est un Elfe dans Le Livre des contes perdus, avant de devenir un Homme dans les versions suivantes.
- Bronweg : voir Voronwë
- Bruithwir (ou Maron) fils de Maidros, est le père de Fëanor dans Le Livre des contes perdus.

## C
- Haut – A
- B
- C
- D
- E
- F
- G
- H
- I
- J
- K
- L
- M
- N
- O
- P
- Q
- R
- S
- T
- U
- V
- W
- X
- Y
- Z

- Caranthir est le quatrième fils de Fëanor.
- Celeborn époux de Galadriel et seigneur de la Lothlórien.
- Celebrían est la fille de Celeborn et Galadriel, l'épouse d'Elrond et la mère d'Arwen,Elrohir et Elladan. Blessée par une flèche empoisonnée orque dans les Monts Brumeux, elle quitte la Terre du Milieu (2510 T. Â.).
- Celebrimbor, fils de Curufin, il fabriqua les Trois anneaux des Elfes.
- Celebrindal : voir Idril.
- Celegorm est le troisième fils de Fëanor.
- Círdan est un Elfe telerin, charpentier des navires.
- Curufin est le cinquième fils de Fëanor.
- Curufinwë : voir Fëanor.
- Cúthalion : voir Beleg.

## D
- Haut – A
- B
- C
- D
- E
- F
- G
- H
- I
- J
- K
- L
- M
- N
- O
- P
- Q
- R
- S
- T
- U
- V
- W
- X
- Y
- Z

- Daeron est le premier ménestrel et le premier conteur du royaume de Doriath, au service du roi Thingol. Il est le créateur des cirth, un système d'écriture particulièrement prisé des Nains. Lorsque Fingolfin, roi des Noldor, tint son grand festin près des bassins d’Ivrin, seuls deux d’entre eux sortirent de Doriath pour y assister, Daeron et Mablung, envoyés par le roi Thingol comme messagers.Daeron aimait Lúthien, fille de Thingol et de Melian la Maia, mais elle ne l’aimait pas. Néanmoins, ils étaient de bons amis, et Lúthien dansait souvent sur sa musique. Après que Daeron ait découvert l’amour de Lúthien pour le mortel Beren, il les a trahis tous les deux à Thingol. Lorsque Lúthien lui demanda plus tard de l’aider à aider Beren captive, Daeron la trahit à nouveau à Thingol, mais cette fois par amour et par crainte pour elle plutôt que par jalousie.Après que Lúthien soit partie secrètement de Doriath, Daeron se repentit et partit à sa recherche. Il ne l’a jamais retrouvée et n’est jamais retourné à Doriath non plus, passant par l’Ered Luin à l’Est où il a apparemment demeuré longtemps après.Daeron est mentionné comme l’un des plus grands ménestrels de tous les Enfants d’Ilúvatar, et seul Maglor, fils de Fëanor, est considéré comme se rapprochant de son talent. Toujours dans le Laïc de Leithian, il y a un nom appelé Tinfang qui est compté parmi les trois grands ménestrels, avec Maglor et Daeron.
- Daurin (ou Tórin) est un personnage des Contes perdus. Cet Elfe est tué par Melko lors de l'attaque des deux Arbres.
- Denethor, fils de Lenwë, est le chef des Nandor qui conduit une partie de son peuple vers le Beleriand. Il y est bien accueilli par Thingol, qui le laisse s'installer en Ossiriand ; ses gens prennent le nom de Laiquendi, « Elfes Verts ». Denethor est tué lors de la première attaque des Orques sur le Beleriand, peu après le retour de Morgoth en Terre du Milieu.
- Dior Eluchíl est un semi-elfe, fils de l'Homme Beren Erchamion et de l'Elfe Lúthien.
- Duilin est un personnage des Contes perdus. Noble de Gondolin, il est le seigneur de la Maison de l'Hirondelle. Lui et ses hommes sont de grands archers. Tolkien réutilisa ce nom dans Le Seigneur des anneaux pour un héros du Gondor tué lors de la bataille des Champs du Pelennor. Un troisième Duilin est indiqué comme le père de Flinding (Gwindor) dans le Livre des contes perdus. Un Homme porte aussi ce nom.

## E
- Haut – A
- B
- C
- D
- E
- F
- G
- H
- I
- J
- K
- L
- M
- N
- O
- P
- Q
- R
- S
- T
- U
- V
- W
- X
- Y
- Z

- Eärendil, semi-elfe, fils de Tuor et d'Idril, époux d'Elwing
- Eärwen est la fille d'Olwë. Elle épouse Finarfin en 1280 A.A.[4].
- Ecthelion est un Elfe Ñoldo de Gondolin.
- Edrahil est un Elfe Ñoldo de Nargothrond, chef des Elfes qui accompagnèrent Finrod Felagund et Beren à la recherche du Silmaril. Il mourut à Tol-in-Gaurhoth, dans les cachots de Sauron.
- Egalmoth est un Elfe Ñoldo qui survécut à la Chute de Gondolin et partit à l'embouchure du Sirion. il mourut lors de l'attaque des fils de Fëanor. Dans Le Livre de contes perdus et nulle part ailleurs, il est considéré comme le chef de la maison de l'Arche Céleste. Seul de tous les Ñoldor, il utilise une épée courbe. Le nom fut plus tard réutilisé dans Le Seigneur des anneaux pour un autre personnage.
- Egnor est un personnage des Contes perdus. Il est le père de Beren avant que Tolkien n'en fasse un Homme dans les versions suivantes de ses récits (équivalent de Barahir).
- Eldalótë ([ɛlʲdaˈloːtɛ]) est la femme d'Angrod et la mère d'Orodreth. Eldalótë signifie "fleur elfique" en quenya. Le nom sindarin équivalent est Eðellos [ɛˈðɛlʲlɔθ].
- Elemmakil est un Elfe de la cité cachée de Gondolin. Il était le capitaine de la garde du premier pont de la cité. Au début, il barra le passage à Voronwë et Tuor, quand ils tentèrent d'entrer, mais il consentit par la suite à les guider dans la cité. Il continua à être un officier de Gondolin jusqu'à sa mort des mains d'un Balrog quand la cité fut attaquée[5].
- Elemmírë est un Elfe Vanya, auteur de l'Aldudénië, la lamentation pour les deux Arbres de Valinor.
- Elenwë est une Elfe Vanya, elle est l'épouse de Turgon et la mère d'Idril. Elle meurt durant la traversée de l'Helcaraxë par les Ñoldor.
- Elfrith : voir Petitcœur
- Elu Thingol est le roi de Doriath. Il est également appelé Elwë Singollo en quenya.
- Elmo est le petit frère d'Elwë et d'Olwë. Il est uniquement mentionné dans les Contes et légendes inachevés dans une discussion entre Galadriel et Celeborn. Celeborn étant présenté comme « un parent de Thingol » dans Le Silmarillion, Tolkien voulut développer ce lien familial. Une de ses solutions devait établir Celeborn comme le petit-fils d'Elmo, un frère peu important d'Elwë, qui serait resté en arrière quand Elwë a été perdu, devenant un des sindar de Doriath. Dans cette conception Elmo a un fils nommé Galadhon, qui à son tour engendra Celeborn et un autre fils nommé Galathil, père de la reine Nimloth de Doriath. Dans les écrits postérieurs, Celeborn est en fait un Elfe Telerin et un parent d'Olwë de Valinor. Il n'est donc pas sûr qu'Elmo serait resté dans le légendaire de Tolkien.
- Elrohir et Elladan (130 T. Â.) sont les fils de Elrond et de Celebrían et les frères d'Arwen.
- Elrond est un semi-elfe, seigneur de Fondcombe.
- Eltas hôte présent à Mar Vanwa Tyaliéva (la Chaumière du Jeu perdu).
- Eluchíl : voir Dior Eluchíl.
- Eluréd : semi-elfe fils de Dior Eluchíl et de Nimloth, frère d'Elurín et d'Elwing, tué à Menegroth par les fils de Fëanor, en 505 P. Â..
- Elurín : semi-elfe fils de Dior Eluchíl et de Nimloth, frère d'Eluréd et d'Elwing, tué à Menegroth par les fils de Fëanor, en 505 P. Â..
- Elwë : voir Thingol.
- Elwing, semi-elfe fille de Dior Eluchíl et de Nimloth, sœur d'Eluréd et Elurín, épouse d'Eärendil.
- Enel est l'un des six premiers Elfes, le troisième à s'éveiller à Cuiviénen.
- Enelyë est l'une des six premiers Elfes.
- Enerdhil est un orfèvre noldorin de Gondolin qui n'apparaît que dans un texte, selon lequel il serait le créateur du premier Elessar, une pierre verte liée à la reverdie. Tolkien semble cependant avoir envisagé par la suite que l'orfèvre créateur de cette pierre soit en fait Celebrimbor[6].
- Eöl, dit l'Elfe Noir, est l'époux d'Aredhel et le père de Maeglin.
- Ereinion : voir Gil-galad.
- Erellont est un des compagnons d'Eärendil.
- Erestor est un Elfe de Fondcombe et le conseiller en chef du seigneur Elrond. Il était présent au Conseil d'Elrond, où il a suggéré que l'Anneau unique soit envoyé à Tom Bombadil. Quand cette idée a été rejetée, il a dit que l'Anneau devait ou être caché ou être détruit ce dernier choix étant un choix « de désespoir ». Après la guerre de l'Anneau, il a voyagé avec Elrond au Gondor pour être témoin du mariage d'Arwen et Aragorn. Dans les premiers brouillons  du Seigneur des anneaux, il est mentionné comme semi-elfe et considéré comme un membre possible de la Compagnie de l'Anneau. Dans le film de Peter Jackson, Erestor est joué par Jonathan Harding.
- Evranin est un personnage des Contes perdus. Nourrice d'Elwing, elle lui fait fuir Menegroth.
- Evromord est un personnage des Contes perdus ; il est le gardien de la porte de Mar Vanwa Tyaliéva (la Chaumière du jeu perdu) après Rúmil.

## F
- Haut – A
- B
- C
- D
- E
- F
- G
- H
- I
- J
- K
- L
- M
- N
- O
- P
- Q
- R
- S
- T
- U
- V
- W
- X
- Y
- Z

- Faelivrin : voir Finduilas
- Falathar est un des compagnons du marin Eärendil.
- Fëanor est le fils aîné de Finwë et Míriel, époux de Nerdanel et père de sept fils. c'est le créateur des Silmarils et le deuxième Haut Roi des Ñoldor
- Felagund : voir Finrod.
- Finarfin est le troisième fils de Finwë.
- Findis est la première fille de Finwë et d'Indis. Son nom est une combinaison des noms de ses parents. Elle resta en Valinor lors de l'exil des Ñoldor.
- Finduilas est une Elfe du Premier Âge, fille d'Orodreth maître de Nargothrond.
- Fingolfin est le deuxième fils de Finwë, le premier de sa deuxième épouse Indis.
- Fingon († 472 P. Â.) est le fils aîné de Fingolfin, frère de Turgon et d'Aredhel. Il est à l'origine de la réconciliation des Ñoldor : issu de la maison de Fingolfin, Fingon sauva Maedhros fils de Fëanor, enchaîné par Morgoth sur les flancs du Thangorodrim. Ce guerrier Elfe est également le premier à infliger sa première défaite à Glaurung, le père des dragons. Il règne sur les terres de Mithrim et sur l'Hithlum, et devient Haut Roi des Ñoldor à la mort de son père Fingolfin, lors de la bataille de Dagor Bragollach. Il meurt à la bataille de Nírnaeth Arnoediad d'un coup mortel porté par Gothmog, prince des Balrogs. Après sa mort, son frère Turgon devient Haut Roi des Ñoldor et se retire définitivement en sa cité cachée Gondolin.
- Finrod, appelé aussi Felagund est le fils aîné de Finarfin et d'Eärwen, le frère de Galadriel, Angrod et Aegnor. Il a régné sur Nargothrond.
- Finwë a été le premier Haut Roi des Ñoldor. Il a eu de nombreux descendants.

## G
- Haut – A
- B
- C
- D
- E
- F
- G
- H
- I
- J
- K
- L
- M
- N
- O
- P
- Q
- R
- S
- T
- U
- V
- W
- X
- Y
- Z

- Galadhon apparaît uniquement dans les Contes et légendes inachevés. Il y est considéré comme le fils d'Elmo, c'est-à-dire comme le père de Celeborn et le neveu de Thingol. Il aurait un autre fils Galathil. Son nom serait peut-être en rapport avec le mot sindarin galadh « arbre ».
- Galadriel est une Elfe Ñoldo, fille de Finarfin, épouse de Celeborn et Dame de la Lothlórien.
- Galathil apparaît uniquement dans les Contes et légendes inachevés, en tant que fils de Galadhon (et donc frère de Celeborn) et petit-fils d'Elmo. Sa fille Nimloth épousa Dior Eluchíl.
- Galdor est le nom d'un Elfe qui apparaît dans Le Seigneur des anneaux. Il est envoyé par Círdan du Lindon à Imladris afin d'assister au Conseil d'Elrond. Il est joué par Nathan Clark dans le film de Peter Jackson. Un autre Galdor apparaît dans les Contes perdus : le seigneur de la Maison de l'Arbre. Il parvient à échapper à la chute de Gondolin et part pour Tol Eressëa. Tolkien a spéculé que lui et le Galdor des Havres Gris aurait pu être un seul et même Elfe, mais il a en fin de compte rejeté cette hypothèse : si Galdor était resté derrière, soit il aurait complètement rejeté l'appel des Valar et serait ainsi tombé, soit il aurait dû partir et revenir ensuite à l'instar de Glorfindel, ce qui en ferait une personne beaucoup plus puissante que son apparition dans Le Seigneur des anneaux ne le suggère. Pour cette raison, Tolkien imagina que Galdor pouvait être simplement un nom sindarin commun (voir The Peoples of Middle-earth). Galdor est également le nom d'un Homme du Premier Âge.
- Galion est un Elfe de la Forêt Noire, échanson de Thranduil[7].
- Galweg, de Rodothlim, est le père de Failivrin (Finduilas) dans les Contes perdus.
- Gelmir est un Elfe de Nargothrond. Frère de Gwindor, il mourut lors de la Dagor Bragollach.
- Gereth est un Elfe qui aida Evranin à faire fuir Elwing, dans les Contes perdus.
- Gildor Inglorion est un Elfe Ñoldo de la maison de Finrod.
- Gil-estel : voir Eärendil.
- Gilfanon de Tavrobel (Ailios), est un habitant de la Maison aux Cent Cheminées, hôte à la Mar Vanwa Tyaliéva, la Chaumière du Jeu Perdu, pendant le séjour d'Eriol.
- Gil-galad (Ereinion) est le dernier Haut Roi des Ñoldor. Il fut tué lors de la dernière Alliance des Elfes et des Hommes.
- Gilmith est la fille de l'Elfe Mithrellas et de l'Homme Imrazôr.
- Gimli est un Elfe âgé apparaissant dans le « Conte de Tinúviel » dans le seconde tome du Livre des contes perdus, prisonnier en même temps que Beren dans les cuisines de Tevildo, Prince des Chats.
- Glirhuin est un Elfe de Brethil, il est harpiste.
- Glorfindel est un seigneur Elfe du Premier Âge, mort durant la chute de Gondolin en combattant un Balrog. Ressuscité et renvoyé en Terre du Milieu, il joue un rôle important dans la défaite du Roi-Sorcier d'Angmar (1975 T. Â.). Il apparaît également brièvement dans Le Seigneur des anneaux, venant au secours de Grands-Pas et des Hobbits pourchassés par les Nazgûl.
- Guilin est un Elfe de Nargothrond, père de Gwindor et de Gelmir.
- Gwindor, fils de Guilin, c'est un prince de Nargothrond, frère de Gelmir.

## H
- Haut – A
- B
- C
- D
- E
- F
- G
- H
- I
- J
- K
- L
- M
- N
- O
- P
- Q
- R
- S
- T
- U
- V
- W
- X
- Y
- Z

- Haldir est un Elfe de la Lothlórien, frère d'Orophin et de Rúmil de Lórien.
- Hendor est un Elfe de Gondolin, serviteur d'Idril, qui porte Eärendil loin de la tour, lors de la chute de la cité.
- Heorrenda est un semi-elfe, fils d'Ælfwine d'Angleterre (Eriol) et de Naimi.

## I
- Haut – A
- B
- C
- D
- E
- F
- G
- H
- I
- J
- K
- L
- M
- N
- O
- P
- Q
- R
- S
- T
- U
- V
- W
- X
- Y
- Z

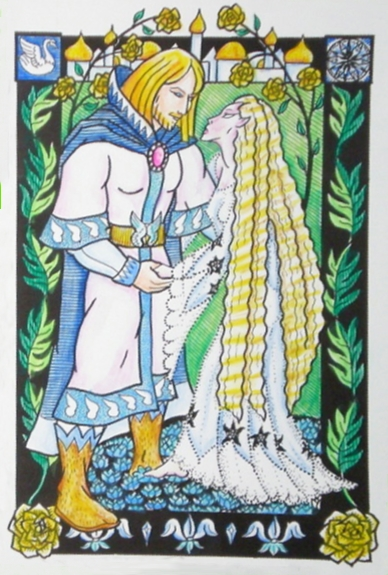
Mariage de Tuor et Idril

- Idril, surnommée Celebrindal (« aux pieds d'argent »), est la fille unique de Turgon, roi de la cité cachée de Gondolin. Elle épouse l'Homme Tuor (l'une des rares unions entre Elfes et Hommes), dont elle a un fils, Eärendil le Navigateur.
- Ilverin : voir Petitcœur.
- Imin est l'un des six premiers Elfes, le premier à s'être éveillé.
- Iminyë est l'une des six premiers Elfes.
- Indis, du peuple des Vanyar, est la deuxième épouse de Finwë. Elle lui donne quatre enfants : deux filles, Findis et Lalwen, et deux fils, Fingolfin et Finarfin.
- Ingil (Ingilmo) est le fils d'Inwë (Ingwë).
- Inglorion : voir Gildor.
- Ingwë Ingweron (« Chef des Chefs » en quenya[8]) est le seigneur des Vanyar, le premier des trois clans des Eldar, ainsi que le Haut Roi de tous les Elfes. Il vit à Valmar, au pied du Taniquetil, aux côtés de Manwë.
- Ingwion est le fils d'Ingwë, le chef des Vanyar. Il est aussi le cousin d'Indis, la femme de Finwë. Son nom signifie « le Fils d'Ingwë (le premier, le chef) » en quenya. Il vit dans le Taniquetil avec son père. Il mena l'armée des Vanyar pendant la Sortie de l'Avant et la guerre de la Grande Colère qui a renversé Morgoth à la fin du Premier Âge. Ingwion était le capitaine de la force qui prit le refuge d'Eglarest dans la première bataille de cette guerre.
- Írimë : voir Lalwen.
- Ithilbor est le père de Saeros.
- Ivárë est un ménestrel.

## J
- Haut – A
- B
- C
- D
- E
- F
- G
- H
- I
- J
- K
- L
- M
- N
- O
- P
- Q
- R
- S
- T
- U
- V
- W
- X
- Y
- Z

## K
- Haut – A
- B
- C
- D
- E
- F
- G
- H
- I
- J
- K
- L
- M
- N
- O
- P
- Q
- R
- S
- T
- U
- V
- W
- X
- Y
- Z

## L
- Haut – A
- B
- C
- D
- E
- F
- G
- H
- I
- J
- K
- L
- M
- N
- O
- P
- Q
- R
- S
- T
- U
- V
- W
- X
- Y
- Z

- Lalwen est le troisième enfant et la deuxième fille de Finwë et Indis. Son nom paternel est Írimë ou Írien ; sa mère lui a donné le nom de Lalwendë, en forme courte Lalwen, probablement en raison de son tempérament joyeux. Lors de l'exil des Ñoldor, elle accompagne son frère Fingolfin en Terre du Milieu[9].
- Legolas Vertefeuille (en anglais Legolas Greenleaf), fils de Thranduil, est l'un des membres de la Communauté de l'Anneau. Ce nom apparaît également dans les Contes perdus, où il est un Elfe de la Maison de l'Arbre.
- Lenwë est un Elfe d'origine telerin qui devint le chef des Nandor.
- Lindir est un Elfe de Fondcombe qui écoute Bilbon Sacquet déclamer de la poésie dans La Communauté de l'anneau.
- Lindo, venant de Tol Eressëa, c'est le patron de la Mar Vanwa Tyaliéva (la Chaumière du Jeu perdu).
- Lómion : voir Maeglin.
- Lúthien est la fille d'Elu Thingol et de Melian, elle épousa l'Homme Beren Erchamion.

## M
- Haut – A
- B
- C
- D
- E
- F
- G
- H
- I
- J
- K
- L
- M
- N
- O
- P
- Q
- R
- S
- T
- U
- V
- W
- X
- Y
- Z

- Mablon tombe pendant la bataille des Nírnaeth Arnoediad pour protéger Turgon.
- Mablung est un Elfe de Doriath. C'est aussi le nom d'un des hommes de Faramir dans Le Seigneur des anneaux.
- Maedhros est l'aîné des fils de Fëanor.
- Maeglin est le fils d'Eöl et d'Aredhel.
- Maglor est le deuxième fils de Fëanor.
- Mahtan est un Ñoldo particulièrement apprécié d'Aulë, qui lui enseigne une grande partie de son savoir sur la forge et le travail de la pierre. Mahtan transmet à son tour ce savoir à Fëanor, le mari de sa fille Nerdanel.
- Maidros est le père de Bruithwir.
- Meleth est la nourrice d'Eärendel à Gondolin.
- Melinir : voir Vëannë.
- Meril-i-Turinqi est une Elfe de Tol Eressëa, la fille d'Inwë (Ingwë) et la maîtresse de l'île dans les Contes perdus.
- Míriel est la première épouse de Finwë et la mère de Fëanor.
- Mithrellas était une Elfe sylvaine, amie de Nimrodel qui s'est enfui de Lórinand avec elle. Selon certains, elle a été capturée par le Númenoréen Imrazôr et lui a donné un fils, Galador, et une fille, Gilmith. Elle s'enfuit dans la nuit, et nul ne la revit plus.

## N
- Haut – A
- B
- C
- D
- E
- F
- G
- H
- I
- J
- K
- L
- M
- N
- O
- P
- Q
- R
- S
- T
- U
- V
- W
- X
- Y
- Z

- Naimi (ou Éadgifu en anglo-saxon) est une Elfe de Tol Eressëa, compagne d'Ælfwine d'Angleterre (Eriol) et mère d'Heorrenda.
- Narthseg est un Elfe de Doriath qui trahit Artanor (Menegroth) aux Nains.
- Nellas est une Elfe de Doriath amie de Túrin pendant son enfance et qui témoigna en sa faveur après qu'il eut tué Saeros.
- Nerdanel, dite « la Sage », est la fille de Mahtan et la femme de Fëanor. Ce fut la seule à savoir influencer Fëanor, pendant un temps, mais elle finit par s'en séparer. Ce n'était pas la plus belle des Elfes mais elle était artiste de talent ; comme Fëanor, elle aimait parcourir Aman et ils se rencontrèrent d'ailleurs lors d'un de leurs voyages. Elle transmit son tempérament, porté à la compréhension des autres plutôt qu'à la domination, à certains de ses fils[10].
- Nielthi est une dame de compagnie de Melian.
- Nimloth est l'épouse de Dior Eluchíl.
- Nimrodel est une Elfe de Lórinand (Lothlórien). Elle était la bien-aimée d'Amroth, le dernier Seigneur de la forêt de Lórinand. Elle a vécu près d'une rivière dans une maison en arbre, mais quand un Balrog est apparu dans la Moria, elle est partie pour Edhellond rejoindre son amant Amroth et a quitté la Terre du Milieu pour Valinor. Cependant, elle se perdit près de l'Ered Nimrais. La rivière près de sa résidence fut ensuite nommée en son honneur.
- Nuin est un Avar qui découvrit les premiers Hommes.

## O
- Haut – A
- B
- C
- D
- E
- F
- G
- H
- I
- J
- K
- L
- M
- N
- O
- P
- Q
- R
- S
- T
- U
- V
- W
- X
- Y
- Z

- Olwë est le frère de Thingol (Elwë). Tous deux sont les chefs des Teleri lors de la Grande Marche de Cuiviénen vers Valinor, mais seul Olwë arrivera à bon port, son frère restant en Terre du Milieu auprès de Melian. Olwë reste le seigneur des Teleri sur Tol Eressëa, puis dans le port d'Alqualondë. Sa fille Eärwen épouse Finarfin, le troisième fils de Finwë.
- Orodreth est un membre de la maison de Finarfin qui règne sur Nargothrond après le départ de Finrod Felagund.
- Oropher est le roi d'origine sindarine des Elfes de la Forêt Noire au Second Âge.
- Orophin appartient à la race des Elfes de la Forêt, également connue sous le nom de Sindar. Peu de détails précis sur sa biographie sont donnés dans les écrits de Tolkien, mais il est mentionné dans "Le Seigneur des Anneaux". Orophin est le frère aîné d'Haldir et de Rumil de Lorien, et ils sont tous les trois membres de la communauté des Galadhrim, les Elfes qui résident dans la forêt de Lothlórien. Dans le récit, Orophin apparaît principalement dans "La Communauté de l'Anneau". Il est l'un des gardiens des frontières de Lothlórien et joue un rôle crucial dans l'accueil de la Communauté de l'Anneau. Il est décrit comme étant vigilant et prêt à défendre sa terre contre toute menace, mais il montre également de la sagesse et de la compréhension envers les étrangers, tels que les membres de la Communauté. Bien qu'Orophin soit un personnage secondaire, son rôle dans l'histoire illustre l'engagement des Elfes de la Forêt envers la protection de leur territoire et leur soutien à la cause de la lutte contre Sauron. Sa présence contribue à renforcer le caractère mystérieux et puissant de Lothlórien, tout en offrant une perspective sur la culture et la société des Elfes qui y vivent.

## P
- Haut – A
- B
- C
- D
- E
- F
- G
- H
- I
- J
- K
- L
- M
- N
- O
- P
- Q
- R
- S
- T
- U
- V
- W
- X
- Y
- Z

- Pengolodh est un Ñoldo de Gondolin, né à Nevrast. Il est connu comme le Sage des Ñoldor, et considéré comme le plus grand maître des traditions depuis Fëanor et Rúmil.
- Penlod  (ou Penlodh) est un personnage des Contes perdus. Dirigeant des maisons jumelées du Pilier et de la Tour de Neige à Gondolin, il meurt en défendant la ville.
- Petitcœur (ou Elfrith, Elfriniel, Elfriniol, Ilfiniol, Ilfrin, Ilverin, Elbenil, Elwenildo) est un personnage des Contes perdus. Fils de Voronwë, il est présent à Mar Vanwa Tyaliéva (la Chaumière du jeu perdu).

## Q
- Haut – A
- B
- C
- D
- E
- F
- G
- H
- I
- J
- K
- L
- M
- N
- O
- P
- Q
- R
- S
- T
- U
- V
- W
- X
- Y
- Z

- Quennar i Onótimo est un Ñoldo qui vivrait à Tirion, une cité de Valinor, avant le Premier Âge. À l'image de Rúmil et Pengolodh, c'est un savant, auteur de plusieurs ouvrages, notamment des annales (The Tale of Years) et des textes sur le décompte du temps (Of the Beginning of Time and Its Reckoning, Yénonótië)[11].

## R
- Haut – A
- B
- C
- D
- E
- F
- G
- H
- I
- J
- K
- L
- M
- N
- O
- P
- Q
- R
- S
- T
- U
- V
- W
- X
- Y
- Z

- Rimion est le père d'Egnor.
- Rodnor : voir Gil-galad.
- Rog est un personnage des Contes perdus. Seigneur de la Maison du Marteau de Colère à Gondolin, il meurt en défendant la ville.
- Rúmil de Lórien est un Elfe des Galadhrim, garde-frontière de Lórien, avec ses frères Haldir et Orophin. Il fait partie de la compagnie qui accosta la Communauté de l'Anneau à sa sortie de la Moria. Il accompagna cette même compagnie au cœur de la Lórien avec son frère Haldir[12]. Il sait parler le westron. Il est bien moins connu que son homonyme, Rúmil de Tirion, inventeur des sarati, les premiers signes d'écriture.

## S
- Haut – A
- B
- C
- D
- E
- F
- G
- H
- I
- J
- K
- L
- M
- N
- O
- P
- Q
- R
- S
- T
- U
- V
- W
- X
- Y
- Z

- Saeros, fils d'Ithilbor, est un Elfe de Doriath d'origine nandorine. Proche du roi Thingol et du ménestrel Daeron, il jalouse Túrin, au point de l'insulter, puis de l'agresser. Ayant le dessous dans sa lutte face au jeune homme, il s'enfuit dans les bois et meurt accidentellement dans l'Esgalduin. Sa mort entraîne le départ de Túrin de Doriath. Dans Les Enfants de Húrin, Christopher Tolkien note que son père avait décidé de rebaptiser cet elfe Orgol, un nom rappelant le vieil anglais orgol « orgueil », une décision qu'il n'avait pas saisie à l'époque de la publication de Contes et légendes inachevés[13].
- Salgant est un personnage des Contes perdus. Seigneur de la Maison de la Harpe à Gondolin, il est décrit comme un lâche, flattant Maeglin.
- Serindë : voir Míriel.
- Singollo : voir Thingol.

## T
- Haut – A
- B
- C
- D
- E
- F
- G
- H
- I
- J
- K
- L
- M
- N
- O
- P
- Q
- R
- S
- T
- U
- V
- W
- X
- Y
- Z

- Tareg est le capitaine d'un groupe d'Elfes dans les Contes perdus.
- Tata est l'un des six premiers Elfes et le second à s'être éveillé.
- Tatië est l'une des six premiers Elfes.
- Thingol : voir Elu Thingol.
- Thranduil est un Elfe sinda, roi de Mirkwood et père de Legolas.
- Tinúviel : voir Lúthien.
- Tulkastor (Turenbor, Tulkassë) est un personnage des Contes perdus, père de Vairë.
- Turgon est le deuxième fils de Fingolfin, Haut Roi des Ñoldor après son frère Fingon. Il eut une fille, Idril Celebrindal, l'épouse de Tuor et la mère d'Eärendil. Il est le seigneur de la cité cachée de Gondolin.

## U
- Haut – A
- B
- C
- D
- E
- F
- G
- H
- I
- J
- K
- L
- M
- N
- O
- P
- Q
- R
- S
- T
- U
- V
- W
- X
- Y
- Z

- Ufedhin est un personnage des Contes perdus. Allié des Nains, il trahit Tinwelint (Thingol)
- Undómiel : voir Arwen.
- Uolë Kúvion (Uolë Mikúmi) est un personnage des Contes perdus. Il est « l'Homme dans la Lune ».

## V
- Haut – A
- B
- C
- D
- E
- F
- G
- H
- I
- J
- K
- L
- M
- N
- O
- P
- Q
- R
- S
- T
- U
- V
- W
- X
- Y
- Z

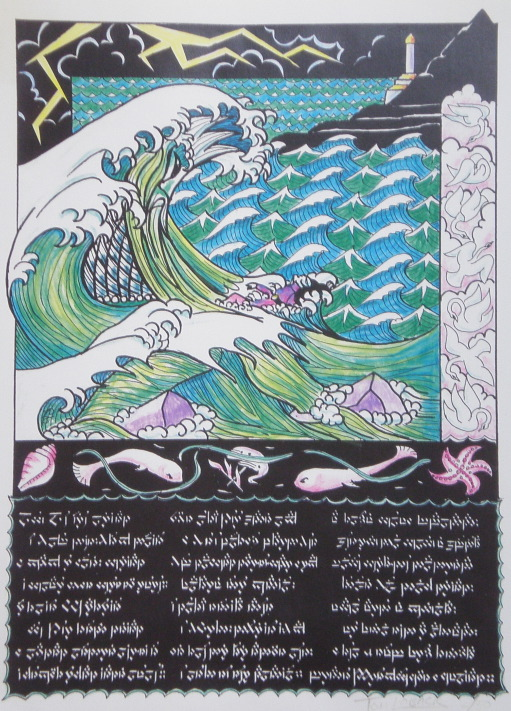
Ulmo et Voronwë

- Vairë est un personnage des Contes perdus, fille de Tulkastor, épouse de Lindo.
- Valwë est le père de Lindo.
- Vëannë (ou Melinir) est un personnage des Contes perdus ; c'est une petite fille de Mar Vanwa Tyaliéva, la Petite Maison du jeu perdu.
- Voronwë, (ou Bronweg), fils d'Aranwë, est un Elfe de Gondolin. Il fait partie des messagers que Turgon envoie vers Valinor pour implorer la clémence des Valar, et est le seul à réchapper de la fureur d'Ossë : il est sauvé par Ulmo pour servir de guide à Tuor vers Gondolin, la Cité cachée. Son histoire après la chute de la ville est inconnue : il est possible qu'il ait accompagné Tuor lors de son dernier voyage vers l'Ouest[14]. Voronwë « fidèle, constant » est également le surnom de Mardil, premier intendant souverain du Gondor.

## W
- Haut – A
- B
- C
- D
- E
- F
- G
- H
- I
- J
- K
- L
- M
- N
- O
- P
- Q
- R
- S
- T
- U
- V
- W
- X
- Y
- Z

## X
- Haut – A
- B
- C
- D
- E
- F
- G
- H
- I
- J
- K
- L
- M
- N
- O
- P
- Q
- R
- S
- T
- U
- V
- W
- X
- Y
- Z

## Y
- Haut – A
- B
- C
- D
- E
- F
- G
- H
- I
- J
- K
- L
- M
- N
- O
- P
- Q
- R
- S
- T
- U
- V
- W
- X
- Y
- Z

## Z
- Haut – A
- B
- C
- D
- E
- F
- G
- H
- I
- J
- K
- L
- M
- N
- O
- P
- Q
- R
- S
- T
- U
- V
- W
- X
- Y
- Z